# Warum ich kein Christ bin (Flasch)
Warum ich kein Christ bin. Bericht und Argumentation heißt ein im August 2013 im Verlag C. H. Beck in München erschienenes Buch von Kurt Flasch (geb. 1930), in dem der emeritierte Philosophie-Professor der Ruhr-Universität Bochum seine Abkehr vom christlichen Glauben begründet, die er schon 1994/95 in einer Vorlesungsreihe dargestellt hatte. Das Buch erreichte Bestsellerstatus und liegt aktuell (Juni 2014) in 5. Auflage vor.
Den Titel übernahm Flasch von dem gleichnamigen Essay Warum ich kein Christ bin von Bertrand Russell aus dem Jahre 1927, der eine überwiegend logische Kritik am Christentum formuliert hatte, während Flasch vor allem als Historiker argumentieren will.

## Inhalt
In diesem „persönlichen Buch“, das sich nicht an ein Fachpublikum, sondern an die interessierte Öffentlichkeit wendet, beschreibt der Spezialist für spätantike und mittelalterliche Philosophie, was ihn in einem langen Lernprozess zur Beendigung seines Gottesglaubens geführt hat. Er sei dennoch kein Atheist, da er die Nicht-Existenz Gottes ja nicht beweisen könne, aber er sieht sich als konsequenten Agnostiker, der die Wahrheit zentraler Aussagen der Bibel und die Richtigkeit der Berufung der Kirche auf die Bibel in Frage stellt. Er betont die in die christliche Kultur eingearbeiteten Bilder der Menschlichkeit und Hilfe für die Schwachen, aber er sieht auch „ein moralisches und politisches Glaubwürdigkeitsproblem“ der christlichen Kirchen.
Die beiden Hauptgründe seines Abschieds vom Glauben sind die Wahrheitszweifel an zentralen Berichten der Bibel und die späteren theologischen Einflechtungen der christlichen Kirchen in die Glaubensgrundsätze der biblischen Texte. Da die Wahrheit der biblischen Berichte das Fundament des christlichen Glaubens sei, untersucht Flasch mit der historisch-kritischen Methode die Stimmigkeit von Zeugenaussagen und prüft ihre Wahrheitschance. Hat die Bibel doch recht? Nach Flaschs Ansicht an wesentlichen Punkten eher nicht: Er begründet seine Zweifel zum Beispiel an Mose als Autor der fünf Bücher Mose, an der Jungfrauengeburt, an den Berichten über die Auferstehung sowie an den Berichten über die Schöpfung.
Insbesondere kritisiert er die nachträglichen und bis heute reichenden, seiner Meinung nach aber wenig überzeugenden Ansätze der christlichen Kirchen, Lösungen für die biblischen Widersprüche anzubieten und neue, nicht auf den alten Texten fußende Dogmen einzuführen, die als durch die alten Texte verbürgt dargestellt würden. Mehrfach weist er auf die seiner Ansicht nach mit Hilfe dieser Ergänzungen geförderten Gruppeninteressen und die Machtpolitik des Klerus hin, ein Verfahren, das schon die Texte der Bibel geformt habe.
Genauer untersucht werden zum Beispiel die, Flasch zufolge, zumindest dem Alten Testament widersprechende Konstruktion eines kohärenten, von Liebe geprägten Gottes, die geschichtliche Veränderung des Gottesbildes eines unveränderlichen Gottes, die im Neuen Testament nicht enthaltene Trinitätslehre, Gottesbeweise, die Rechtfertigungen des Bösen in der Welt (Theodizee), die Problematik einer auf den alttestamentlichen zehn Geboten und der entrückten Bergpredigt fußenden christlichen Ethik sowie die logischen und geografischen Unsicherheiten von Himmel und Hölle.
An mehreren Stellen geht er ausdrücklich ein auf die Theologie Joseph Ratzingers, des späteren Papstes Benedikt XVI., dessen Positionen Flasch als wenig haltbar erscheinen (vgl. Personenregister).

## Ähnliche Titel zu anderen Themen
Mit Warum ich kein Kommunist bin setzte sich der tschechische Schriftsteller Karel Čapek bereits 1924 in der Zeitschrift Přítomnost vom Kommunismus ab.
Das bereits 1952 von C. S. Lewis verfasste Werk Mere Christianity erschien später im Deutschen unter dem Titel Pardon, ich bin Christ – Meine Argumente für den Glauben.
Ein ähnlicher Titel ist auch Why I Am Not a Conservative des Ökonomen Friedrich August von Hayek (1960).
Der unter dem Pseudonym Ibn Warraq auftretende Islamkritiker veröffentlichte 1995 in Warum ich kein Muslim bin eine Streitschrift. Kancha Ilaiah unter Why I Am Not A Hind eine beißende Kritik des indischen Kastensystems. Why I Am Not a Scientist (2009) des Anthropologen Jonathan M. Marks setzt sich mit dem verengten Wissenschaftsbegriff im englischsprachigen Sprachraum auseinander. Science wird dort im Gegensatz zum deutschen Gegenüber Wissenschaft deutlich verengt auf naturwissenschaftliche Fächer bezogen.

## Ausgaben
- Kurt Flasch: Warum ich kein Christ bin: Bericht und Argumentation. Beck, München 2013, ISBN 978-3-406-65284-4; als Taschenbuch: Beck, München 2015, ISBN 978-3-406-67348-1.